# Regional Airlines (França)
A Regional Airlines era uma companhia aérea regional francesa com sede no Aeroporto de Nantes Atlantique e em Bouguenais, França, perto de Nantes.

## História
A companhia aérea foi formada pela fusão da Air Vendée e Airlec. Em 30 de março de 2001, a Regional Airlines, a Flandre Air e a Proteus Airlines fundiram-se na Régional Compagnie Aérienne Européenne.

## Frota
| Aeronaves                        | Total | Notas |
| -------------------------------- | ----- | ----- |
| ATR-42                           | 5     |       |
| De Havilland Canada DHC-8 Dash 8 | 1     |       |
| Embraer ERJ-135                  | 3     |       |
| Embraer ERJ-145                  | 12    |       |
| Saab 340                         | 9     |       |
| Saab 2000                        | 13    |       |